# 亀井善彰
亀井 善彰（かめい ぜんしょう、1901年（明治34年）4月3日 - 1991年（平成3年）11月3日）は、日本の政治家。参議院議員（1期、自由民主党）。

## 経歴
神奈川県出身。亀井藤蔵の長男。高等小学校卒業後、郡役所書記、神奈川県農業会農産部長、神糧物産社長、全国中小企業団体中央会常任理事などを歴任。長年、食糧関係団体要職に就いて指導するとともに食糧増配や配給円滑化に努めるなど食糧需要安定に寄与したとして1963年、藍綬褒章受章。1968年の第8回参議院議員通常選挙において自由民主党公認で全国区から立候補して当選した。
当選後は参議院農林水産委員長、自民党神奈川県連総務などを務めた。1974年の第10回参議院議員通常選挙で落選。参議院議員は1期務めた。同年秋の叙勲で勲三等旭日中綬章受章。1991年11月3日死去、90歳。死没日をもって正五位に叙される。

## 人物
宗教は曹洞宗。住所は神奈川県中郡成瀬村下落合（現・伊勢原市下落合）。

## 家族・親族
亀井家
- 祖父・峯吉[3]、あるいは峰吉
- 父・藤蔵[2]（1877年 - ?、神奈川県会議員、絹織物貿易商[3]、農業[8]）
- 母・フク[2]（1882年 - ?、神奈川、柏木松太郎の養子）[3]
- 妻・富美子（1905年 - ?、神奈川、小澤立哉の二女）[3]
- 長男（1928年 - ）[2]
- 二男（1930年 - ）[2]
- 三男（1932年 - ）[2]
- 四男・善之[2]（1936年 - 2006年、自民党衆議院議員、農林水産大臣）
- 五男（1941年 - ）[2]
- 長女、二女[2]
- 孫・善太郎（自民党衆議院議員、1971年 - ）